# Fontaine-Lavaganne
Fontaine-Lavaganne är en kommun i departementet Oise i regionen Hauts-de-France i norra Frankrike. Kommunen ligger i kantonen Marseille-en-Beauvaisis som tillhör arrondissementet Beauvais. År 2022 hade Fontaine-Lavaganne 503 invånare.

## Befolkningsutveckling
Antalet invånare i kommunen Fontaine-Lavaganne
| Referens: INSEE |